# Payload Assist Module
«PAM» (сокр. англ. Payload Assist Module — букв. вспомогательный модуль полезной нагрузки) — американская модульная верхняя ступень ракеты-носителя, разгонный блок и платформа обеспечения спутников, разработки компании McDonnell Douglas (ныне — Boeing). PAM разработанный на основе твердотопливного ракетного двигателя (РДТТ) серии Star компании Thiokol.
PAM был использован на носителях космического назначения Delta, Titan и Space Shuttle для обеспечения вывода космических аппаратов с низкой околоземной орбиты (НОО) на геостационарную или геопереходную орбиту или в межпланетный полёт.

## Модификации
Всего было спроектированы и произведены следующие модификации разгонных блоков:
- PAM-A — модификация для ракета-носителя Атлас и Спейс шаттл, разработка прекращена;
- PAM-D — модификация, разработана с использованием ракетного двигателя Стар-48В;
- PAM-D2 — модификация, разработана с использованием ракетного двигателя Стар-63;
- PAM-S — специальная модификация для использования, в качестве, толчкового двигателя для автоматической межпланетной станции Улисс.